# Montagne (Italie)
Pour les articles homonymes, voir Montagne (homonymie).
Montagne est une ancienne commune de moins de  1 000 habitants située dans la province autonome de Trente dans la région du Trentin-Haut-Adige dans le nord-est de l'Italie. Elle fusionne avec Ragoli et Preore le 1er janvier 2016 pour former Tre Ville.

## Administration
| Période                                  | Période  | Identité     | Étiquette | Qualité |
| ---------------------------------------- | -------- | ------------ | --------- | ------- |
| 9 mai 2005                               | En cours | Bruno Simoni |           |         |
| Les données manquantes sont à compléter. |          |              |           |         |

### Hameaux
Cort, Larzana, Binio, Passo Daone

### Communes limitrophes
Ragoli, Spiazzo, Bocenago, Pelugo, Stenico, Villa Rendena, Vigo Rendena, Darè, Preore